# Justicia austroguanxiensis
Justicia austroguanxiensis är en akantusväxtart som beskrevs av Hsien Shui Lo och D. Fang. Justicia austroguanxiensis ingår i släktet Justicia och familjen akantusväxter. Inga underarter finns listade i Catalogue of Life.